# الجدالات الكبرى

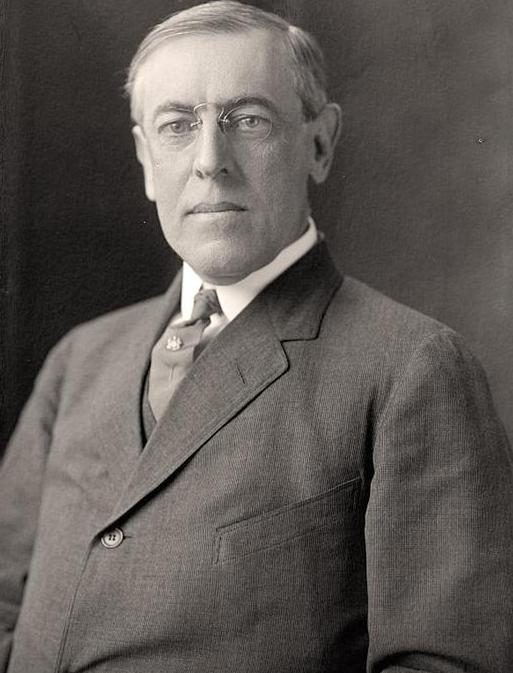

الجدالات الكبرى في العلاقات الدولية عبارة عن عدد من الخلافات الشهيرة بين علماء العلاقات الدولية. يصف آشوورث كيف تأثر مجال العلاقات الدولية تأثرًا شديدًا بالسرد التاريخي، وأنه «لم يكن هناك فكرة أشد تأثيرًا» من تصوّر وجود جدال بين التفكير الطوباوي المثالي والتفكير الواقعي.

## الجدال الكبير الأول
نشأ «الجدال الكبير الأول» المعروف أيضًا باسم «جدال الواقعيين-المثاليين» كخلاف بين المثاليين والواقعيين في الثلاثينيات والأربعينيات حول كيفية التعامل مع ألمانيا النازية بشكل أساسي. أكد العلماء الواقعيون على الطبيعة اللاسلطوية للسياسة الدولية والحاجة إلى بقاء الدولة. وأكد المثاليون على إمكانية قيام مؤسسات دولية مثل عصبة الأمم. ومع ذلك، فقد ناقش البعض أن تعريف الجدال بين الواقعية والمثالية من زاوية الجدال الكبير هو رسم كاريكاتيري مضلل وبالتالي وصفوا «الجدال الكبير» بأنه خرافة.
وفقًا لسرد تحريفي، لم يكن هناك «جدالًا كبيرًا» واحدًا قطّ بين المثالية والواقعية. ويزعم لوسيان إم. آشوورث أن الاستمرار بتصوّر وجود خلاف حقيقي بين المثالية والواقعية ينبئنا بشكل أقل عن الجدالات الفعلية في ذلك الوقت، ويخبرنا بالمزيد عن تهميش الفكر الليبرالي والمعياري في العلاقات الدولية في فترة ما بعد الحرب. كتب ريتشارد ديفيتاك في مرجعه عن العلاقات الدولية:   
تدور بنية تحفة إدوارد هاليت كار حول الانقسام الديكوتومي بين الواقعية والليبرالية. في الواقع لقد ساعد في خلق انطباع بأن هذا الفرع المعرفي المؤسس حديثًا قد هيمن عليه الجدال بين الواقعية والليبرالية. ثم أصبح هذا معروفًا في وقت لاحق باسم «الجدال الكبير الأول»، رغم أنه -حسبما أظهر أندرياس أوسياندر (1998) وبيتر ويلسون (1998)، ولوسيان آشوورث (1999) وكويرك وفيغنيشفرن (2005)- فلم يحدث أيّ جدال في واقع الأمر إذا كنا نقصد بهذا الصدد سلسلة من تبادل الآراء بين الواقعيين والليبراليين. والواقع أن الأبحاث الأخيرة تشير إلى أن فكرة سرد تاريخ هذا الفرع المعرفي كسلسلة من «الجدالات الكبرى» تُعتبر موضعَ شك. على الرغم من ذلك، من المهم أن يتعلم التلاميذ القصص التي أخبرنا بها الفرع عن نفسه ويقدّرونها، وهذا هو السبب وراء إصراري على النص السردي.

## الجدال الكبير الثاني
كان «الجدال الكبير الثاني» نزاعًا بين باحثي العلاقات الدولية «العلمويين» الذين يسعون إلى تحسين أساليب البحث العلمي في نظرية العلاقات الدولية وأولئك الذين يصرون على مقاربة تاريخية/تأويلية أكثر لنظرية العلاقات الدولية. ويطلق على الجدال مصطلح «الواقعيون مقابل السلوكيون» أو «التقليدية مقابل العلموية». سيُحسم هذا النقاش عندما يتبنى الواقعيون الجدد مثل كينيث والتز (1959، 1979) نهجًا سلوكيًا وبالتالي علمويًا موضوعيًا في دراساتهم.

## الجدال مشترك النماذج (الجدال الكبير الثالث)
في بعض الأحيان، يُعتبر الجدال مشترك النماذج جدالًا كبيرًا، ومن ثم يشار إليه باسم «الجدال الكبير الثالث». كان الجدال مشترك النماذج عبارة عن خلاف بين نظريات العلاقات الدولية الليبرالية والواقعية والراديكالية. وُصف الخلاف أيضًا بأنه جدال بين الواقعية والمؤسسية والبنيوية.

## الجدال الكبير الرابع
كان «الجدال الكبير الرابع» جدالًا بين النظرية الوضعية والنظرية ما بعد الوضعية للعلاقات الدولية. مما يثير الالتباس أنه كثيرًا ما يُوصف في الأدب باسم «الجدال الكبير الثالث» من جانب أولئك الذين يرفضون وصف الجدال مشترك النماذج بأنه جدالٌ كبير. ويتعلق هذا الجدال بنظرية المعرفة الأساسية لعلم العلاقات الدولية، ويُوصف أيضًا بأنه جدال بين «العقلانيين» و «الانعكاسيين». بدأ الخلاف من قِبل روبرت كيوهان في نقاش لرابطة الدراسات الدولية عام 1988 ويمكن اعتباره نقاشًا معرفيًا حول كيفية معرفتنا «بالأشياء» بدلًا من كونه نقاشًا وجوديًا، إذ يمكن لنا القول إنه نقاشٌ حول ما يمكن لنا أن ندعي معرفته. حسبما يلخّصه بلزاك وبايلي، فإن هذا الجدال هو بمثابة «نقاش جاء في الثمانينيات والتسعينيات عقب مجموعة مطالب بعلاقات دولية أكثر تنوعًا وأقل معرفية وبسيطة وجوديًا وأكثر نقدية».

## هل من جدال كبير خامس؟
اقترح براون مشيرًا لإمكانية نشوء «جدال كبير خامس» بأن الجدال قد يتعلق بالواقعية النقدية، ولكنه يستطرد قائلًا «دعونا نأمل ألا يكون ذلك، لأن الجدالات الكبرى الأربعة الأولى كانت لا طائل منها على الإطلاق، والجدال الخامس عندما ينشأ، فمن غير المرجح أن يكون مختلفًا عنها»

## النقد
ناقش ستيف سميث أن المواقف المختلفة قد تجاهلت بعضها البعض بشكل كبير ما يعني أنه من غير المنطقي الحديث عن «الجدالات» بين الأطر النظرية المتنافسة. وقد قال إيمانويل نافون: إن الجدالات الثلاث كانت عارًا لأنه لا من شيء جديد في مجادلة الطبيعة البشرية والمعرفة الإنسانية، بينما يورد «الجدال الثالث» البدعة الفرنسية التفكيكية في دراسة العلاقات الدولية.